# Akkreditierung (Sport)
Im Sport bezeichnet Akkreditierung die Zulassung von Sportlern, Sportlerbegleitern, Sponsoren, Medienvertretern, Veranstaltern und Funktionären zu Sportveranstaltungen. Zudem werden auch die zugeteilten Ausweise selbst als Akkreditierung bezeichnet.

## Ablauf
Die Akkreditierung muss vorher bei den Veranstaltern angemeldet und später als Ausweis sichtbar getragen werden. Die Grundlage der Akkreditierung bildet der Nachweis, dass die Person tatsächlich zutrittsbefugt ist. Hierfür ist der Name der Person, die Art der Akkreditierung, sowie ein aktuelles Passbild erforderlich. Zudem werden darauf die Bereiche vermerkt, zu denen die Person Zutritt hat. Hier gibt es meistens verschiedene Zonen: z. B. Wettkampfbereich, Bereich für Kampfgericht/Jury, Medienbereich, Sportlerbereich, Foto- und TV-Bereiche. Oft wird über die Akkreditierung auch der Zutritt zu Serviceleistungen (Unterkunft, Verpflegung, Transfer) geregelt.

## Olympische Spiele
Die Athleten werden von den jeweiligen Sportfachverbänden ihren NOKs zur Nominierung vorgeschlagen. In Deutschland übernimmt seit 2006 der Deutsche Olympische Sportbund die Funktion eines Nationalen Olympischen Komitees. Der DOSB kann sich über die Vorschläge der Sportfachverbände hinwegsetzen und hat einen entsprechenden Spielraum. Die Nominierungen der Athleten werden vom IOC entgegengenommen. Das IOC erteilt den Sportlern die Akkreditierung, die sie zur Teilnahme an den jeweiligen Wettbewerben berechtigt. Die Wettkämpfe finden unter der fachlichen Leitung der jeweiligen internationalen Sportfachverbände statt.